# قطعنامه ۱۸۷ شورای امنیت
قطعنامه  ۱۸۷ شورای امنیت سازمان ملل متحد که در تاریخ ۱۳ مارس ۱۹۶۴ تصویب شد، سندی بین‌المللی دربارهٔ مسئلهٔ قبرس است. این قطعنامه طی نشست ۱۱۰۳ام با ۱۱ موافق، ۰ مخالف و ۰ ممتنع تصویب شد.